# Monika Erlach
Monika Erlach (ur. 12 lutego 1979) – austriacka lekkoatletka specjalizująca się w skoku o tyczce.

## Osiągnięcia
- brązowy medal mistrzostw Europy juniorów (Lublana 1997)
- wielokrotna mistrzyni kraju

## Rekordy życiowe
- skok o tyczce (stadion) – 3,95 (1997)
- skok o tyczce (hala) – 4,03 (1999)